# Список керівників держав 1102 року
Список керівників держав 1102 року — це перелік правителів країн світу 1102 року.
Список керівників держав 1101 року — 1102 рік — Список керівників держав 1103 року — Список керівників держав за роками

## Європа
- Англія
  - Король Англії — Генріх I Боклерк (1100—1135)
  - Корнволл — граф Вільям ап Роберт де Мортен (1084—1100/1106)
- Балканський півострів
  - Дукля — король Доброслав II (1101—1102); Кочапар (1102—1103)
  - Рашка — Вукан (1091—1112)
- Білорусь
  - Вітебське князівство — Святослав Всеславич (1101—1129)
  - Друцьке князівство — Рогволод Всеславич (1101—1127)
  - Полоцьке князівство — Давид Всеславич (1101—1127)
  - Турівське князівство — В'ячеслав Ярополчич (1100? — 1104?)
- Князь Новгородський — Мстислав Володимирович Великий (1095—1117; повторно)
- Волзька Болгарія — Адам ібн Ашрафхан (1076—1118)
- Вельс
  - Королівство Гвінед — Гріфід II ап Кінан (1081—1137)
  - Королівство Повіс — Іорверт ап Бледін (1075—1103)
- Візантійська імперія — Олексій I Комнін (1081—1118)
  - Кіпр (фема) — Єфматій Філокал (1093—1112)
  - Неаполітанське герцогство — Іоанн VI (1097—1120)
- Ірландія — верховний король Муйрхертах Ва Бріайн (1101—1119)
  - Айлех — Домналл О'Лохлайнн (1083—1121)
  - Айргіалла — Гіолла Кріст О'хЕйккніг (1101—1127)
  - Дублін (королівство) — Домналл Геррлавах (? — ? до 1102); Маґнус III Босоніг (1102—1103)
  - Коннахт — Домналл МакТігернайн (1097—1102); Домналл IV МакРуадрі (1102—1106)
  - Ленстер — Доннхад мак Мурхада (1098—1115)
  - Король Міде — король північного Міде Доннхад мак Мурхада Уа Маел Сехлайнн (1094—1105); король південного Міде Конхобар мак Маел Сехлайнн Уа Маел Сехлайнн (1094—1105)
  - Мунстер — Муйрхертах Ва Бріайн (1086—1114)
  - Улад — Доннхад мак Дуїнн Слейбе (1099); Еохайд мак Дуїнн Слейбе (1099—1108)
    - Конайлле Муйрхемне — до 1107 невідомо
- Італія
  - Герцогство Апулія і Калабрія — Рожер I Борса (1085—1111)
  - Арборейський юдикат — Костянтин Салусіо II (1089? — 1100/1103)
  - Венеційська республіка — дож Вітале I Мікель (1095/1096-1102); Орделафо Фальєро (1102—1117)
  - Генуезька республіка — консули Гульєльмо Ембріако, Гвідо ді Рустіко ді Різо, Ідо ді Кармандіно, Гвідо Спінола (1102—1105)
  - Кальярський юдикат — Костянтин Салусіо II (1089—1103)
  - Князівство Капуанське — невідомо до 1106
  - Герцогство Гаета — Ландульф (1091-1103)
  - Лорітелло — князь Роберт I (1061—1107)
  - Маркграфство Монферрат — Гульєльмо IV (1084—1111)
  - Графство Сицилія — Симон (1101—1105)
  - Сполетське герцогство — Вернер II (1093—1119)
  - Князівство Таранто — Боемунд I (1088—1111)
  - Маркгафство Тоскана — Матільда (1076—1115)
  - Торреський юдикат — Костянтин I (1082—1128)
  - Принц-єпископство Тренто — Адальберон (1084—1106)
- Кавказ
  - Цар Картлі, Кахетії та Абхазії Давид IV (1089—1125)
  - Кахетинсько-Еретське царство — Квіріке IV (1084/1089-1102); Аґсартан II (1102—1105)
- Німеччина
  - Маркграфство Австрія — Леопольд III Святий (1095—1136)
  - Герцогство Баварія — Вельф V (1101—1120)
  - Берг (герцогство) — Адольф I (1101? — 1106)
  - Принц-єпископство Бріксен — Гуго (1100—1125)
  - Графство Вюртемберг — граф Конрад I (1083—1110)
  - Архієпископ Зальцбургу до 1106 — ?
  - Герцогство Каринтія — Отакар II (1088—1122)
  - Кельнське курфюрство — Фрідріх I фон Шварценбург (1099/1100-1131)
  - Клеве (герцогство) — Дітріх I (1092—1119)
  - Крайна (марка) — Ульріх II (1098—1112)
  - Курпфальц — пфальцграф Зиґфрід I фон Орламюнде (1095—1113)
  - Лужицька марка — Генріх I (1081—1103)
  - Архієпископ Майнца Рутхард (1088—1109)
  - Маркграфство Мейсен — Генріх I Айленбурзький (1089—1103)
  - Ободрицький союз — Генріх (1093—1127)
  - Північна марка — Лотар Удо III фон Штаде (1087—1106)
  - Герцогство Саксонія — Магнус I (1072—1106)
  - Саксонська марка — Генріх I Айленбурзький (1075—1103)
  - Герцогство Швабія — Фрідріх I (1079—1105)
  - Герцогство Шлезвіг — Ерік I Добрий (1095—1103)
- Піренейський півострів
  - Королівство Арагон — Педро I (1094—1104)
  - Барселонське графство — Рамон-Беренгер III (1097—1131)
  - Графство Безалу — Бернардо III (1085—1100 — співправитель; 1100—1111 самостійно)
  - Королівство Галісія — Альфонсо VI (1073—1109)
  - Королівство Кастилія — Альфонсо VI (1072—1109)
  - Королівство Леон — король Леону Галісії та Астурії Альфонсо VI (1072—1109)
  - Графство Португалія — Генріх Бургундський (1096—1112)
  - Валенсійська тайфа — Хімена Діас (1099—1102); правлять валі Альморавідів (1102—1145)
  - Майоркська тайфа — Мубашир Насир ад-Даула (1093—1114)
  - Сарагоська тайфа — Ахмад II аль-Мустаїн (1085—1110)
  - Королівство Наварра — Педро I (1094—1104)
- Польща — Владислав I Герман (1079—1102); Збігнєв (1102—1107) і Болеслав III Кривоустий (1102—1138)
- Скандинавія
  - король Данії — Ерік I Добрий (1095—1103)
  - Король Норвегії Маґнус III Босоніг (1093—1103)
  - Швеція — Інге I Старший (1087—1100/1105)
- Угорське князівство — король Коломан I Книжник (1095—1117)
- Україна — Київський князь Святополк Ізяславич (1093—1113)
  - Волинське князівство — Ярослав Святополкович (1100—1118)
  - Дорогобузьке князівство (Волинь) — Давид Ігорович (1100—1112)
  - Перемиське князівство — Володар Ростиславич (1092—1124)
  - Переяславське князівство — Володимир Мономах (1093—1113)
  - Сіверське князівство — Олег-Михайло Святославич (1097–1115)
  - Смоленське князівство — Святослав Володимирович (1097—1113)
  - Чернігівське князівство — Давид Святославич (1097—1123)
- Королівство Франція — Філіп I (1059/1060-1108)
  - Герцогство Аквітанія — Вільгельм IX Трубадур (1086—1127)
  - Арелатське королівство — Генріх IV (1056—1105)
  - Герцогство Бар — Тьеррі I (1073—1105)
  - Графство Булонь — Євстахій III (1088—1125)
  - Графство Бургундія — Гільйом II (граф Бургундії) (1097/1098-1125)
  - Графство Нант — Матьє II (1084—1103/1104)
  - Бретонське герцогство — Ален IV (1084—1112)
  - Голландія — Флоріс II (1091—1121)
  - Ено (графство) — Балдуїн III (1098—1120)
  - Жеводан (графство) — Жильбер (1080/1097-1110/1112)
  - Графство Ла Марш — Ед I (1091—1128)
  - Лімбург (герцогство) — Генріх I (1081/1082-1119)
  - Нижня Лотарингія — Генріх II Лімбурзький (1101—1106)
  - граф Лувену і маркграф Брюсселю Готфрід I (1095—1139)
  - Люксембург (графство) — Вільгельм (1096—1131)
  - Льєзьке єпископство — Оберт (1091—1117/1119)
  - Графство Мен — Елі I де Божансі (1093—1110)
  - Монбельяр (графство) — Тьєррі I (1073—1105)
  - Монпельє (сеньйорія) — Вільгельм V (1085—1121)
  - Намюр (графство) — Альберт III (1063/1064—1102); Готфрід (1102—1139)
  - Нормандія — Роберт II Куртгез (1087—1106)
  - Савойське графство — Гумберт II (1082/1091–1103)
  - Графство Тулуза — Раймунд IV (VI) (1094—1105)
  - Урхельське графство — Ерменгол V (1092—1102); Ерменгол VI (1102—1154)
  - Фландрія — Роберт II Фландрський (1093—1111)
  - Графство Фуа — Роже II де Фуа (1071/1074-1124)
- Чехія — князь Боривой II (1100—1107)
- Шотландія
  - Король Шотландії Едгар I (1097—1107)
- Святий Престол; Папська держава — папа римський Пасхалій II (1099—1118)
- Вселенський патріарх — Микола ІІІ (1084—1111)
  - Тбіліський емірат — до 1122 правила рада старійшин

## Азія
- Візантійська імперія — Олексій I Комнін (1081—1118)
- Близький Схід
  - Антіохійське князівство — Боемунд I (1098—1111)
  - князівство Галілея — Гуго де Фокамберг (1101—1105)
  - Едеське графство — Балдуїн II (100—1118)
  - Єрусалимське королівство — Балдуїн I (1100—1118)
  - Графство Триполі — Раймунд I Тулузький (1102—1105)
  - Яффо-Аскалонське графство — Балдуїн І (1100—1110)
  - Артукіди — правитель Хасанкейфа Муїн ад-дін Сокмен I (1098—1105)
  - Фатіміди — Аль-Амір (1101—1130)
  - Багдадський халіфат — Ахмад аль-Мустазгір (1094—1118)
  - Шаріфат Мекки — Касим ібн Абул-Хашим (1094—1123/1124)
  - Наджахіди — Арва ас-Сулайхі (1086/1088-1138)
  - Румський султанат — Килич-Арслан I (1092—1107)
  - Данішмендиди в Сівасі Данішменд Газі (1071—1104)
  - Сельджуцька імперія — Махмуд I (1092—1104)
  - Зіяриди — Нізарі — Хасан ібн Саббах (1090—1124)
  - Держава Ширваншахів — Манучехр II (1096—1106)
  - Ділмачогуллари — Альп Тегін Мехмед (1085—1104)
  - Іналогуллари — Ібрагім-бей Іналоглу (1098—1110)
  - Чубукогуллари — Мехмет-бей (1095—1112)
  - Сирійський султанат — султан Алеппо Радван (1095—1113); султан Дамаску Дукак (1095—1104)
- Сюнікське царство — Григор II Сенекерімян (1096—1116)
- Ташир-Дзорагетська держава — Давид II і Абас I (1089—1113)
- Шах-Арменіди — Сокман I ал-Кутбі (1100—1112)
- Династія Лі — Лі Нян Тонг (1072—1128)
- Індія
  - Східні Ганги — Анантаварман Чодаганга (1078—1147)
  - магараджахіраджа Гаріяни Віджаяпала (1081—1105)
  - Гуджарадеша — Джаясімха Сідхараджа (1092—1143)
  - Гаґавадали — Чандрадева (1089/1090—1103)
  - Династія Какатіїв — Бета II (1075/1076-1108)
  - Камарупа — Анандапала (1101—1110)
  - Династія Карнат — Наньядева (1097—1147)
  - самраат Кашмірської держави (Династія Лохара) — Харша (1089—1101); Уччала (1101—1111)
  - Мевар (князівство) — до 1164 невідомо
  - Імперія Пала — Рамапала (1072—1126)
  - Парамара — Нара-варман (1097—1134)
  - Полоннарува — Віджаябагу I (1055—1110)
  - Династія Сена — Віджаясена (1096—1159)
  - Династія Тхакурі — Шивадева III (1099—1126)
  - Саканбарі — нріпа Прітхвіраджа I (1090—1110)
  - Династія Сеунів — Парамадева (1085—1105)
  - Держава Хойсалів — Ереянга (1098—1102); Віра Балала I (1102—1108)
  - Західні Чалук'ї — Вікрамадітья II (1076—1126)
  - Східні Чалук'ї — Вішну-вардхан IX (1079—1102). Занепад; імена правителів до 1189 невідомі.
  - Чандела — магараджа Джеджа-Бхукті Салакшанаварман (1100—1110)
  - магараджа держави Чеді й Дагали Яшагкарна (1073—1123)
  - Чола — Кулотунга Чола I (1070—1118)
- Індонезія
  - Кедірі (королівство) — Шрі Ітендракара (1051?-1112?)
  - Сунда — Ланглангбхумі (між 1064 і 1154)
  - Шривіджая — Кулотунга Чола I (1070/1077-1118)
- Китай
  - Далі — Дуань Чженчунь (1096—1108)
  - ідикут Кучі — до 1126 — невідомі
  - Династія Ляо — Єлюй Яньсі (1101—1125)
  - Династія Сун — Чжао Цзі (1100—1126)
  - Західна Ся — Лі Ґаньшунь (1086—1139)
- Корея
  - Корьо — Сукчон (1097—1105)
- Паганське царство — король Чанзітта (1084—1112)
- Персія і Середня Азія
  - Баванди — Шахріяр IV (1074—1114)
  - Газневіди — Масуд III (1099—1115)
  - Какуїди — Гаршасп II (1095—1141)
  - Західнокараханідське ханство — Арслан-хан (1102—1130)
  - Керманський султанат — Арслан-шах I (1101—1142)
  - Раввадіди — Ібрагім (? — до 1107)
  - шах Хорезму — Мухаммед I (1097—1127)
  - Шеддадіди — в Ані правив Манучихр ібн Шавур I (1072—1118)
- Кхмерська імперія — Джаяварман VI (1080—1107)
- Сінгханаваті — Боромма Чаясірі (1089—1107/1120)
- Середня Азія
  - Східнокараханідське ханство — Гарун Богра-хан II (1075—1102); Джабраїл Кадир-хан (1102—1103)
- Японія — Імператор Хорікава (1087—1107)

## Африка
- Альморавіди — Юсуф ібн Ташфін (1061—1106)
- Зіріди — Тамім ібн аль-Муїзз (1062—1108)
- Кілва (султанат) — Алі ібн Дауд II (1083? — 1106?)
- Макурія — Василеос (1089? — 1130?)
- Нрі — Езе Нрі Намоке (1090—1158)
- Сосо (держава) — Банна-Бубу (1100—1120)
- Фатіміди — Аль-Амір (1101—1130)
- Хаммадіди — Аль-Мансур ібн ан-Насір (1088—1104)

## Північна Америка
- Ацкапоцалько — ? до 1240
- Маяпанська ліга — ? до 1195